# Boda de Haakon Magnus, príncipe heredero de Noruega, y Mette-Marit Tjessem Høiby
La boda entre el príncipe heredero Haakon de Noruega y Mette-Marit Tjessem Høiby tuvo lugar el 25 de agosto de 2001 en la Catedral del Salvador de Oslo.
Fue la primera boda real en el país desde la boda de los padres del príncipe en el año 1968, el rey Harald y la reina Sonia (por aquel entonces príncipes heredero).

## Noviazgo y compromiso
Haakon conoció a Mette-Marit Tjessem Hoiby a través de amigos en común en 1999. Su relación no estuvo exenta de controversia, ya que ella era una ex camarera con un hijo de cuatro años, Marius, de una relación anterior con un hombre condenado por posesión de drogas.
El compromiso de ocho meses incluyó un período de convivencia en un apartamento en Oslo, que estuvo mal visto por la conservadora Iglesia de Noruega. Según The New York Times, el apoyo a la monarquía como institución alcanzó un mínimo histórico durante este período, aunque el 60% todavía se consideraba monárquico.
El padre de Haakon, el rey Harald, apoyó la decisión de su hijo, porque pasó casi una década tratando de persuadir a su propio padre para que le permitiera casarse con la plebeya Sonia Haraldsen.
Tres días antes de la boda, Haakon dio una conferencia de prensa en la que agradeció a su familia y a su país por no hacer de su relación un tema de sucesión. Una semana antes de la boda, Mette-Marit se pronunció contra el consumo de drogas en una conferencia de prensa. Una encuesta de opinión posterior indicó una oscilación en el apoyo público: el 40% afirmó que tenía una mejor opinión de ella y el 84% creía que era honesta acerca de su pasado.

## Boda

### Ceremonia
Haakon y Mette-Marit se casaron el 25 de agosto de 2001 en Oslo. La ceremonia duró una hora y la novia lloró durante toda la ceremonia.
Rompiendo con la tradición, el novio esperó afuera de la puerta de la iglesia, porque Mette-Marit quería caminar por el pasillo junto a Haakon en lugar de por el brazo de su padre. El obispo de Oslo, Gunnar Stalsett, le dijo a la pareja: "no elegiste la salida fácil, pero el amor triunfó", haciendo llorar a Mette-Marit. 
Marius, el hijo de Mette-Marit, fue paje durante la ceremonia, mientras que el príncipe heredero Federico de Dinamarca fue el padrino de Haakon. Betina y Emilie Swanstrom, Kamilla y Anniken Bjornoy y Tuva Hoiby fueron las damas de honor de la novia.
La ceremonia contó con música del músico de jazz noruego Jan Garbarek. Las lecturas las realizaron la hermana de Haakon, la princesa Marta Luisa Noruega y la princesa heredera Victoria de Suecia.
Después de la ceremonia, la pareja desfiló por algunas calles del centro de Oslo en un automóvil Lincoln Continental abierto y luego apareció con el hijo de Mette-Marit en el balcón del palacio, en medio de salvas de cañón y bandas tocando. 

#### Vestimenta
Mette-Marit vestía un vestido crepé de seda blanco con un velo de 6 metros de largo, mientras que Haakon vestía un uniforme militar negro con una faja y medallas rojas. El vestido de la princesa fue diseñado por el diseñador noruego Ove Harder Finseth, inspirándose en el vestido de novia usado por el reina Maud, bisabuela de Haakon. 

#### Ramo
Se llamó al ramo Brudeloperen y fue diseñado con la ayuda de la novia, conteniendo flores en tonos rosados, mezcladas con ramas de hojas verdes, formando una especie de racimo de casi 1 metro.

### Banquete
Cientos de invitados asistieron al banquete, servido en el Palacio Real de Oslo. El menú constaba de dos entrantes: tempura de carne de cangrejo con lecho de coco y crema batida de lima, y vieiras acompañadas de jamón tradicional noruego y vinagreta de trufas; dos platos principales: un pescado típicamente noruego, a, piggvar, servido con puré de coliflor frito con salsa de naranja y cordero en tiras finas, en guiso de verduras con tomillo; y postre: helado acompañado de frutas de temporada y almíbar de frutas rojas. Además, la pareja también rompió el tradicional pastel de bodas, de 2,69 metros de altura y siete plantas.
"He leído muchas veces que eres una chica corriente que hoy se ha convertido en princesa. Esto no tiene nada que ver con la impresión que tuve después de conocerte. No eres una mujer común y corriente, eres una mujer excepcional. Eres fuerte, valiente y hoy has tomado una decisión excepcional porque estás excepcionalmente enamorado de Haakon", dijo el rey Harald, durante la cena.

## Invitados

#### Familia real noruega
- Rey Harald V y reina Sonia (padres del novio)
  - Princesa Marta Luisa (hermana del novio)
- Princesa Ragnhild y Erling Lorentzen (tíos paternos del novio)
- Princesa Astrid y Johan Ferner (tíos paternos del novio)

#### Casas reales reinantes

##### Bélgica
- Rey Alberto II y reina Paola
  - Príncipe heredero Felipe, duque de Brabante

##### Dinamarca
- Reina Margarita II (madrina del novio)
  - Príncipe heredero Federico (padrino de la boda)
  - Príncipe Joaquín y princesa Alejandra
- Princesa Benedicta y príncipe Ricardo VI de Sayn-Wittgenstein-Berleburg
  - Príncipe heredero Gustavo de Sayn-Wittgenstein-Berleburg
  - Princesa Alejandra de Sayn-Wittgenstein-Berleburg y conde Jefferson von Pfeil und Klein-Ellguth
  - Princesa Natalia de Sayn-Wittgenstein-Berleburg

##### Suecia
- Rey Carlos XVI Gustavo y reina Silvia
  - Princesa heredera Victoria, duquesa de Västergötland
  - Príncipe Carlos Felipe, duque de Varmlândia
  - Princesa Magdalena, duquesa de Hälsingland y Gästrikland
- Príncipe Carlos y princesa Kristine Bernadotte

##### España
- Reina Sofía
  - Príncipe heredero Felipe, príncipe de Asturias

##### Reino Unido
- Príncipe heredero Carlos, príncipe de Gales
- Conde Eduardo y Condesa Sofía de Wessex

##### Luxemburgo
- Gran duque Enrique y gran duquesa María Teresa
  - Príncipe heredero Guillermo
- Gran duque emérito Juan y gran duquesa emérita Josefina Carlota

##### Países Bajos
- Príncipe heredero Guillermo Alejandro y princesa heredera Máxima, príncipes de Orange
- Príncipe Constantino y princesa Laurentien

##### Mónaco
- Príncipe heredero Alberto

#### Casas reales no reinante

##### Grecia
- Rey Constantino II y reina Ana María
  - Princesa Alexia y señor Carlos Morales
  - Príncipe Nicolás

## Otros datos
Haakon y Mette Marit han tenido dos hijos:
- Princesa Ingrid Alexandra de Noruega (21 de enero de 2004)
- Príncipe Sverre Magnus de Noruega ( 3 de diciembre de 2005)